# Alessandro Canelli
Alessandro Canelli (Novara, 9 giugno 1971) è un politico italiano, sindaco di Novara dal 21 giugno 2016.

## Biografia
Dopo la maturità scientifica ottenuta presso il Liceo "Alessandro Antonelli" di Novara si è laureato in Economia e Commercio all'Università commerciale Luigi Bocconi di Milano, successivamente consegue la specializzazione in Economia delle Amministrazioni Pubbliche. È socio e amministratore di Europol S.a.s. e responsabile servizi sicurezza aziendale e commerciale. È stato fino al 2014 Collaboratore dell'ufficio Business Development Fondazione Filarete di Milano.

## Attività politica
Esponente novarese della Lega, è stato consigliere comunale e assessore provinciale prima di diventare sindaco del capoluogo.
Nel 2016 si candida alle elezioni comunali di Novara alla guida di una coalizione formata da Lega Nord e Fratelli d'Italia - Alleanza Nazionale, oltre che da tre liste civiche. Il 5 giugno vince il primo turno con il 32,77% (15 258 voti). Successivamente, il 19 giugno sconfigge al ballottaggio con il 57,77% (23 155 voti) il primo cittadino uscente Andrea Ballarè, appartenente al Partito Democratico, diventando così sindaco della città piemontese; è il terzo esponente della Lega a ricoprire tale ruolo, dopo Sergio Merusi e Massimo Giordano.
Dal 2017 è membro del Consiglio Federale della Lega Nord.
Nel 2021 si ricandida a sindaco di Novara con il sostegno di Lega per Salvini Premier, Fratelli d'Italia, Forza Italia e Forza Novara, e viene rieletto al primo turno con il 69,6% dei voti.
Dal 2019 è responsabile della Finanza Locale di ANCI (associazione nazionale comuni locali) delegato dal Presidente Antonio De Caro. 
Nel 2021 viene nominato Presidente di IFEL (Istituto per la Finanza ed Economia Locale), ente strumentale di ANCI che si occupa di studi, ricerche, formazione e assistenza tecnica ai Comuni italiani sui temi della finanza pubblica  locale.